# 细柄黍
细柄黍（学名：Panicum psilopodium）为禾本科黍属下的一个种。

## 扩展阅读
- 維基物種上的相關：细柄黍